# روبرت داي (لاعب كرة سلة)
روبرت داي (13 يناير 1982 في الولايات المتحدة - ) (بالإنجليزية: Robert Andrew Day)‏ هو لاعب كرة سلة أمريكي في مركز هجوم صغير الجسم. لعب مع Unitri/Uberlândia ‏.